# Комо (Північна Кароліна)
Комо (англ. Como) — місто (англ. town) в США, в окрузі Гертфорд штату Північна Кароліна. Населення — 67 осіб (2020).

## Географія
Комо розташоване за координатами 36°29′54″ пн. ш. 76°59′59″ зх. д. / 36.49833° пн. ш. 76.99972° зх. д. (36.498459, -76.999679).  За даними Бюро перепису населення США в 2010 році місто мало площу 8,17 км², з яких 8,15 км² — суходіл та 0,02 км² — водойми.

## Демографія
Згідно з переписом 2010 року, у місті мешкала 91 особа в 41 домогосподарстві у складі 24 родин. Густота населення становила 11 осіб/км².  Було 47 помешкань (6/км²).
Расовий склад населення:
| - 87,9 % — білих - 7,7 % — чорних або афроамериканців |

До двох чи більше рас належало 4,4 %. Частка іспаномовних становила 1,1 % від усіх жителів.
За віковим діапазоном населення розподілялося таким чином: 18,7 % — особи молодші 18 років, 67,0 % — особи у віці 18—64 років, 14,3 % — особи у віці 65 років та старші. Медіана віку мешканця становила 42,5 року. На 100 осіб жіночої статі у місті припадало 111,6 чоловіків;  на 100 жінок у віці від 18 років та старших — 111,4 чоловіків також старших 18 років.
Середній дохід на одне домашнє господарство  становив 54 984 долари США (медіана — 44 688), а середній дохід на одну сім'ю — 57 700 доларів (медіана — 50 000). За межею бідності перебувало 7,3 % осіб, у тому числі 0,0 % дітей у віці до 18 років та 14,3 % осіб у віці 65 років та старших.
Цивільне працевлаштоване населення становило 56 осіб. Основні галузі зайнятості: роздрібна торгівля — 28,6 %, будівництво — 16,1 %, освіта, охорона здоров'я та соціальна допомога — 14,3 %.